# RideLondon Classic 2018
La RideLondon Classic 2018 fou la 7a edició de la RideLondon Classic, una cursa ciclista d'un sol dia que es disputà pels voltants de Londres el 29 de juliol de 2018. Formava part del calendari UCI World Tour 2018 sent la segona vegada que la cursa formava part del calendari mundial, després que en anys anteriors hagués format part del calendari de l'UCI Europa Tour.
El vencedor final fou l'alemany Pascal Ackermann (Bora-Hansgrohe), que s'imposà a l'esprint als italians Elia Viviani (Quick-Step Floors) i Giacomo Nizzolo (Trek-Segafredo), segon i tercer respectivament.

## Equips
Vint equips prendran part a la cursa: setze WorldTeams i quatre equips continentals professionals.
| WorldTeams (16)- AG2R La Mondiale - Astana - Bahrain-Merida - BMC Racing Team - Bora-Hansgrohe - Lotto Soudal - Mitchelton-Scott - Quick-Step Floors - Dimension Data - EF Education First-Drapac p/b Cannondale - Katusha-Alpecin - Lotto NL-Jumbo - Sky - Team Sunweb - Trek-Segafredo - UAE Team Emirates Equips continentals professionals (4)- Team Novo Nordisk - CCC Sprandi Polkowice - Sport Vlaanderen-Baloise - Bardiani CSF |
| |

## Classificació
| \| Classificació general \| Classificació general \| Classificació general \| Classificació general \| Classificació general \| \| Corredor \| Corredor \| Equip \| Temps \| \| \| --------------------- \| --------------------- \| --------------------- \| --------------------- \| --------------------- \| \| 1r \| Pascal Ackermann \| Bora-Hansgrohe \| 4h 20' 10" \| \| \| 2n \| Elia Viviani \| Quick-Step Floors \| + 0" \| \| \| 3r \| Giacomo Nizzolo \| Trek-Segafredo \| + 0" \| \| \| 4t \| Iván García Cortina \| Bahrain-Merida \| + 0" \| \| \| 5è \| Simone Consonni \| UAE Team Emirates \| + 0" \| \| \| 6è \| Phil Bauhaus \| Team Sunweb \| + 0" \| \| \| 7è \| Jean-Pierre Drucker \| BMC Racing Team \| + 0" \| \| \| 8è \| André Greipel \| Lotto-Soudal \| + 0" \| \| \| 9è \| Jonas Koch \| CCC Sprandi Polkowice \| + 0" \| \| \| 10è \| Rudy Barbier \| AG2R La Mondiale \| + 0" \| \| |                     |                       |            |
| |                     |                       |            |
| Font: ProCyclingStats |                     |                       |            |
| Classificació general |                     |                       |            |
| Corredor | Corredor            | Equip                 | Temps      |
| 1r | Pascal Ackermann    | Bora-Hansgrohe        | 4h 20' 10" |
| 2n | Elia Viviani        | Quick-Step Floors     | + 0"       |
| 3r | Giacomo Nizzolo     | Trek-Segafredo        | + 0"       |
| 4t | Iván García Cortina | Bahrain-Merida        | + 0"       |
| 5è | Simone Consonni     | UAE Team Emirates     | + 0"       |
| 6è | Phil Bauhaus        | Team Sunweb           | + 0"       |
| 7è | Jean-Pierre Drucker | BMC Racing Team       | + 0"       |
| 8è | André Greipel       | Lotto-Soudal          | + 0"       |
| 9è | Jonas Koch          | CCC Sprandi Polkowice | + 0"       |
| 10è | Rudy Barbier        | AG2R La Mondiale      | + 0"       |